# CC 10002
La CC 10002 est un prototype de locomotive électrique de la SNCF fonctionnant sous une tension d'alimentation de 25 kV en courant alternatif monophasé 50 Hz.
Issue de la transformation de la BB 16655 au début des années 1960, elle est destinée à la mise au point d'un bogie léger de type C monomoteur (trois essieux moteurs entraînés par l'unique moteur du bogie par un train d'engrenages), utilisé sur une série de locomotives Diesel-électriques finlandaises puis par la suite sur les CC 40100, CC 72000, CC 6500 et CC 21000 de la SNCF. À la fin de sa campagne d'essais, elle est remise au type BB 16500 en 1970.

## Genèse du prototype

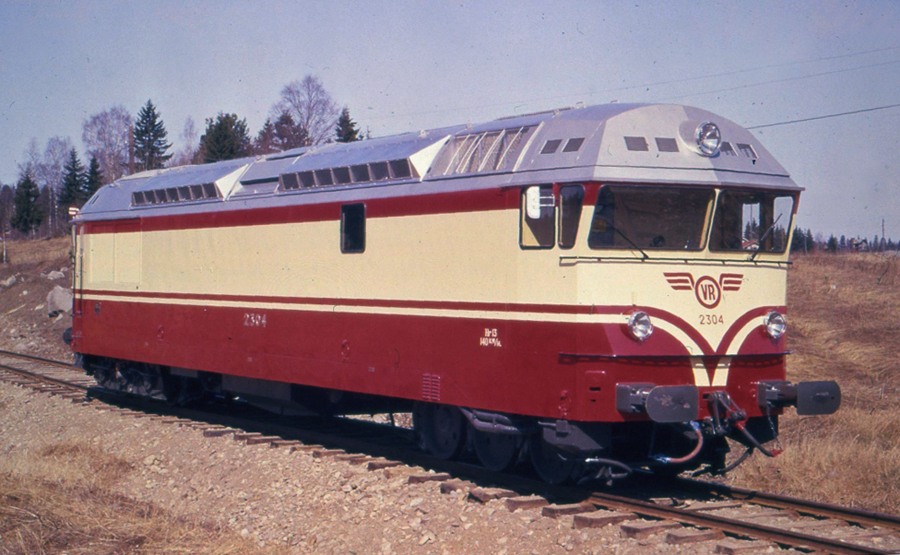
Locomotive Dr13 des chemins de fer finlandais.

La CC 10002 doit servir à tester sur une locomotive électrique un modèle de bogie léger, monomoteur, à trois essieux à empattement réduit, équipant dans un premier temps les locomotives Diesel-électriques Dr13 (fi) que les chemins de fer finlandais ont commandées à Alsthom en 54 exemplaires et qui sont livrées à partir de 1962.
La BB 16655, en cours de construction en 1961 dans l'usine Alsthom de Belfort et dernier exemplaire de la première tranche de locomotives commandées par la SNCF, est modifiée à la hâte pour répondre à ce besoin.

## Caractéristiques
Le bogie de type C qui équipe la CC 10002 est directement dérivé de celui des BB 16500 ; son empattement est très court puisqu'il n'est que de 2,400 m — il est de 3,200 m sur les bogies à deux essieux des BB 9200 et des BB 16000. Par rapport aux BB 16500, le diamètre des roues passe de 1 100  à   950 mm. Comme sur ces dernières locomotives, les bogies disposent d'un double rapport de réduction et d'un point mort mais les vitesses maximales sont de 85 km/h en régime marchandises et 140 km/h en régime voyageurs. Si les bogies sont de conception différente dans leur partie mécanique, les moteurs de traction ainsi que toute la chaîne électrique de la locomotive sont semblables à ceux des BB 16500 et la CC 10002 affiche la même puissance continue de 2 580 kW.
Outre ses bogies à trois essieux, la CC 10002 se distingue extérieurement des BB 16500 par une caisse plus longue (16,900 m au lieu de 14,400 m) — hauteur et largeur restent inchangées — et des jupes dissimulant les bogies. La masse est portée de 74  à   78 t. L'esthétique générale de la locomotive reste toutefois la même et la livrée est celle des BB 16500 sortant à cette époque : caisse vert bleuté foncé avec un bandeau vert celtique et des motifs blanc cassé sur les faces frontales.
La locomotive est équipée des câblages et connexions nécessaires au fonctionnement en réversibilité et au transfert des informations techniques à une voiture laboratoire pendant les marches d'essais.

## Carrière et service
Mise en service en novembre 1962 au dépôt de La Chapelle, la CC 10002 effectue de nombreux parcours d'essais entre Paris et Creil, entre Strasbourg et Mulhouse et entre Strasbourg et Sarrebourg où elle tracte des rapides comme de lourds trains de marchandises ; les qualités de stabilité de la locomotive sont ainsi mises en évidence, même à 145 km/h. La configuration CC alliée à une masse relativement modérée permet de ne pas dépasser une charge de 16 t par essieu, autorisant la locomotive à circuler sur de nombreuses lignes de la SNCF.
La CC 10002 termine sa campagne d'essais en 1969 après avoir parcouru plus de 77 000 km. Elle est alors officiellement radiée des effectifs mais prend le chemin des ateliers SNCF d'Hellemmes où elle est remise au type BB 16500. Réinsérée en mars 1970 dans la série sous le numéro BB 16655 qu'elle aurait dû recevoir à l'origine et affectée brièvement à Lens avant de passer à La Villette, elle est réformée en juillet 2010 à Lens où elle était revenue depuis plusieurs années.
En définitive, l'expérience acquise avec la CC 10002 trouve un important développement à la SNCF, puisque les bogies des CC 6500, CC 21000, CC 40100 (locomotives électriques) et CC 72000 (locomotives Diesel) sont dérivés de ce modèle. Il en est de même pour les deux prototypes Diesel CC 70000.
| BB d'origine | Date de mise en service | Date de radiation | Livrée | Dépôts      | remise au type |
| ------------ | ----------------------- | ----------------- | ------ | ----------- | -------------- |
| BB 16655     | 6 novembre 1962         | 1969              | Verte  | La Chapelle | BB 16655       |

## Modélisme
Cette locomotive a été reproduite en HO par l'artisan Amf87 (transkit avec caisse en résine à monter sur un châssis du commerce).